# Esaquark
In fisica delle particelle gli esaquark (in inglese hexaquark) sono una grande famiglia di particelle ipotetiche, che sarebbero costituite da sei quark o antiquark di qualsiasi sapore. Molte combinazioni di quark costituenti potrebbero dare una carica di colore nulla; ad esempio, un esaquark potrebbe contenere o sei quark, simili a due barioni tenuti insieme (un dibarione), o tre quark e tre antiquark.  Una volta formati, si prevede che i dibarioni siano piuttosto stabili per gli standard della fisica delle particelle. Nel 1977 Robert Jaffe propose un dibarione H possibilmente stabile con una composizione di quark udsuds potrebbe teoricamente risultare dalla combinazione di due iperoni uds.
Sono stati proposti una serie di esperimenti per rivelare le interazioni e i decadimenti dei dibarioni. Negli anni 1990 furono osservati molti decadimenti compatibili con quelli dei dibarioni, ma non confermati.
Secondo una teoria, le particelle strane come gli iperoni e i dibarioni potrebbero formarsi all'interno di una stella di neutroni, modificando il suo rapporto massa/raggio in modi che potrebbero essere rilevabili. Di conseguenza, le misurazioni delle stelle di neutroni potrebbero fissare dei vincoli sulle possibili proprietà del dibarione.  Questi dibarioni si dissolverebbero molto rapidamente nel plasma di quark e gluoni durante il collasso, o potrebbero transire in un qualche stato della materia attualmente sconosciuto.
Nel 2014 presso il Centro di ricerche Jülich fu rivelato un potenziale dibarione a circa 2380 MeV. La particella è esistita per 10−23 secondi e fu chiamata d*(2380).